# Feldhockey-Europameisterschaft der Damen 2009
Die Feldhockey-Europameisterschaft der Damen 2009 ist die neunte Auflage der Feldhockey-Europameisterschaft der Damen. Sie fand vom 22. bis 29. August 2009 in Amstelveen in den Niederlanden statt.
Der Spielort war das Wagener-Stadion, welches bereits 1973 Spielort der Herren-WM und 1983 der Herren-EM sowie von vier Champions Trophies gewesen war. Sieger wurden die Niederlande, die im Finale die deutsche Nationalmannschaft mit 3:2 Toren besiegten. Die Niederländerinnen sicherten sich damit ihren siebten Europameistertitel bei bisher neun ausgespielten Titelkämpfen.

## Vorrunde

### Gruppe A
| Datum – Uhrzeit    | Team 1        | Team 2        | Ergebnis |
| ------------------ | ------------- | ------------- | -------- |
| 22. August – 13:30 | Niederlande   | Aserbaidschan | 10:0     |
| 22. August – 17:30 | England       | Russland      | 4:0      |
| 23. August – 15:30 | Niederlande   | England       | 5:0      |
| 23. August – 19:30 | Aserbaidschan | Russland      | 1:1      |
| 25. August – 17:30 | Aserbaidschan | England       | 1:4      |
| 25. August – 19:30 | Niederlande   | Russland      | 9:0      |

Tabelle
| Rang | Land          | Spiele | Tore | Differenz | Punkte |
| ---- | ------------- | ------ | ---- | --------- | ------ |
| 1    | Niederlande   | 3      | 24:0 | +24       | 9      |
| 2    | England       | 3      | 8:6  | +2        | 6      |
| 3    | Russland      | 3      | 1:14 | −13       | 1      |
| 4    | Aserbaidschan | 3      | 2:15 | −13       | 1      |

### Gruppe B
| Datum – Uhrzeit    | Team 1      | Team 2     | Ergebnis |
| ------------------ | ----------- | ---------- | -------- |
| 22. August – 9:30  | Spanien     | Schottland | 3:1      |
| 22. August – 11:30 | Deutschland | Irland     | 7:0      |
| 23. August – 9:30  | Irland      | Schottland | 0:0      |
| 23. August – 11:30 | Deutschland | Spanien    | 2:1      |
| 25. August – 13:30 | Irland      | Spanien    | 1:4      |
| 25. August – 15:30 | Deutschland | Schottland | 4:0      |

Tabelle
| Rang | Land        | Spiele | Tore | Differenz | Punkte |
| ---- | ----------- | ------ | ---- | --------- | ------ |
| 1    | Deutschland | 3      | 13:1 | +12       | 9      |
| 2    | Spanien     | 3      | 8:4  | +4        | 6      |
| 3    | Schottland  | 3      | 1:7  | −6        | 1      |
| 4    | Irland      | 3      | 1:11 | −10       | 1      |

## Finalrunde

### Abstiegsspiele
Die Dritten und Vierten beider Gruppen bilden eine Abstiegsgruppe. Die beiden Letzten müssen in die Nations-Trophy absteigen, aus der für die EM 2011 Belgien und Italien aufsteigen. Die Spiele des Dritten gegen den Vierten werden aus der Vorrundengruppe übernommen.
| Datum – Uhrzeit    | Team 1        | Team 2     | Ergebnis |
| ------------------ | ------------- | ---------- | -------- |
| 27. August – 12:00 | Russland      | Schottland | 1:1      |
| 27. August – 14:00 | Aserbaidschan | Irland     | 1:2      |
| 29. August – 08:30 | Russland      | Irland     | 1:1      |
| 29. August – 10:30 | Aserbaidschan | Schottland | 3:1      |

Tabelle
| Rang | Land          | Spiele | Tore | Differenz | Punkte |
| ---- | ------------- | ------ | ---- | --------- | ------ |
| 5    | Irland        | 3      | 3:2  | +1        | 5      |
| 6    | Aserbaidschan | 3      | 5:4  | +1        | 4      |
| 7    | Russland      | 3      | 3:3  | 0         | 3      |
| 8    | Schottland    | 3      | 2:4  | −2        | 2      |

### Finalspiele
|  | Halbfinale          | Halbfinale         |                    |   | Finale             | Finale             |
|  |                     |                    |                    |   |                    |                    |
|  | Niederlande         | 5                  |                    |   |                    |                    |
|  | Spanien             | 1                  |                    |   |                    |                    |
|  | 27. August – 16:00  |                    |                    |   |                    |                    |
|  |                     |                    | 29. August – 15:30 |   |                    |                    |
|  | Niederlande         | 3                  |                    |   |                    |                    |
|  |                     | Deutschland        | 2                  |   |                    |                    |
|  |                     |                    |                    |   |                    |                    |
|  | Spiel um Platz drei |                    |                    |   |                    |                    |
|  | 27. August – 19:00  | 27. August – 19:00 | Spanien            | 1 |                    |                    |
|  | England             | 1                  | England            | 2 |                    |                    |
|  | Deutschland         | 2 n. V.            |                    |   | 29. August – 13:00 | 29. August – 13:00 |